# Leea indica
Leea indica är en vinväxtart som först beskrevs av Nicolaas Laurens Nicolaus Laurent Burman, och fick sitt nu gällande namn av Elmer Drew Merrill. Leea indica ingår i släktet Leea och familjen vinväxter. Inga underarter finns listade i Catalogue of Life.